# Malaxis alvaroi
Malaxis alvaroi là một loài thực vật có hoa trong họ Lan. Loài này được García-Cruz, R.Jiménez & L.Sánchez mô tả khoa học đầu tiên năm 1998.